# NGC 1037
NGC 1037 في الفهرس العام الجديد، هي مجرة، تقع في كوكبة قيطس. اكتشفت بواسطة لويس سويفت.

## روابط خارجية
- NGC 1037 على موقع ويكي سكاي: DSS2, SDSS, GALEX, IRAS, Hydrogen α, X-Ray, Astrophoto, Sky Map, Articles and images